# Adriano Montalto
Adriano Montalto (Erice, 6 aprile 1988) è un calciatore italiano, attaccante della Reggina.

## Caratteristiche tecniche
Gioca prevalentemente come prima punta. Mancino di piede e forte fisicamente, possiede una buona abilità nel gioco aereo e un buon tiro dalla distanza.

## Carriera

### Club

#### Inizi, Scafatese e Lecco
Nato ad Erice, in provincia di Trapani, inizia la carriera nelle giovanili del Messina, andando in prestito nell'estate 2007, a 19 anni, alla Scafatese, in C2. Debutta il 26 agosto, alla prima di campionato, vinta 1-0 in casa contro il Noicattaro. Segna il suo primo gol il 29 agosto, nel 2-2 casalingo di Coppa Italia Serie C con la Sangiuseppese Neapolis. La prima marcatura in C2 arriva il 16 settembre, nell'1-1 sul campo del Melfi. Chiude la prima stagione da professionista con 20 presenze e 2 reti, terminando al 16º posto, senza giocare i play-out, poi vinti contro il Val di Sangro. A fine stagione, il Messina viene escluso dai professionisti e, rimasto svincolato, si trasferisce al Lecco, in Prima Divisione. Esordisce il 31 agosto 2008, alla prima di campionato, giocando titolare nella sconfitta per 1-0 sul campo della Pro Patria. Segna la prima rete il 5 ottobre, quella dell'1-0 al 39', l'unica nella vittoria casalinga contro la Cremonese in Prima Divisione. Termina con 28 partite giocate e 4 gol, arrivando 15º, salvandosi ai play-out, vinti contro la Sambenedettese.

#### Salernitana
Rimasto svincolato per 6 mesi dopo il termine dell'esperienza lecchese, a gennaio 2010 firma con la Salernitana, in Serie B. Non trova presenze nella prima stagione, terminata all'ultimo posto in Serie B, con conseguente retrocessione in Lega Pro Prima Divisione. Fa il suo esordio il 24 ottobre 2010, alla decima di campionato, entrando al 76' della sconfitta esterna per 2-0 contro il Bassano Virtus. Segna per la prima volta il 5 dicembre, realizzando l'1-0 all'83' nel pareggio per 1-1 in casa contro la Reggiana in Prima Divisione. Chiude dopo una stagione e mezza con 13 presenze e 3 reti, arrivando terzo, perdendo in finale play-off con il Verona.

#### Siracusa, Ascoli, Latina e Grosseto
In estate, dopo l'esclusione dai professionisti della Salernitana, torna in Sicilia, al Siracusa, rimanendo in Lega Pro Prima Divisione. Debutta il 7 agosto 2011 nel 1º turno di Coppa Italia, giocando titolare nel successo per 1-0 in casa contro il Teramo. La prima in campionato la gioca alla prima giornata, il 4 settembre, partendo titolare e segnando la rete definitiva al 68' nell'1-1 sul campo del Latina. Chiude dopo mezza stagione con 17 partite giocate e 5 gol. A gennaio 2012 sale in Serie B, andando a giocare all'Ascoli. Esordisce tra i cadetti il 10 marzo, entrando al 75' dello 0-0 casalingo contro la Juve Stabia. Termina con 2 presenze, arrivando 15º. Scende di nuovo in Prima Divisione ad inizio stagione successiva, trasferendosi prima al Como, dove rimane soltanto un mese, poi al Latina. Fa il suo esordio con i nerazzurri il 2 settembre 2012, alla prima di campionato persa per 3-1 in trasferta contro il Pisa, giocando titolare. Chiude dopo mezza stagione con 4 presenze. A gennaio 2013 ritorna all'Ascoli, in Serie B, stavolta in prestito. Debutta il 16 febbraio, nello 0-0 di campionato in casa contro la Pro Vercelli, entrando all' 82'. Segna il suo primo gol in seconda serie il 26 febbraio, realizzando il definitivo 2-4 all'84' nella sconfitta interna contro il Sassuolo. Termina con 5 partite giocate e 1 gol, arrivando 20º, con conseguente retrocessione in Prima Divisione. La stagione successiva il Latina lo cede a titolo definitivo al Grosseto, in Lega Pro Prima Divisione. Esordisce alla terza di campionato, il 15 settembre 2013, pareggiata per 1-1 sul campo della Nocerina, entrando al 66'. Segna il suo primo gol il 2 ottobre, in Coppa Italia Lega Pro, realizzando il definitivo 3-1 al 69' nel derby casalingo contro il Gavorrano. La prima e unica segnatura in campionato arriva invece il 27 ottobre, quando segna il definitivo 1-1 al 79' nella gara interna con il Frosinone. Termina dopo mezza stagione con 16 presenze e 3 reti.

#### Martina Franca e Trapani
A gennaio 2014 scende in Seconda Divisione, al Martina. Debutta il 12 gennaio, nel successo per 2-0 in casa contro il Castel Rigone in campionato. Segna la sua prima rete il 9 febbraio, nell'1-1 interno contro il Foggia in Seconda Divisione. Chiude dopo una stagione e mezza, la sua più lunga permanenza in un club, insieme al periodo alla Salernitana, con 39 presenze e 14 reti, arrivando tredicesimo alla prima stagione, venendo ammesso nella Lega Pro unica creata la stagione successiva, dove termina ancora tredicesimo.
A inizio mercato estivo 2015, torna nella sua terra natia, firmando con il Trapani, in Serie B. Fa il suo esordio nel 2º turno di Coppa Italia, giocando titolare nell'1-0 interno del 9 agosto sul Como. Il 15 agosto segna il primo gol, quello del pareggio per 1-1 al 40' nel turno successivo della competizione, in casa contro il Cagliari. I siciliani perderanno poi ai rigori. Alla prima di campionato, il 6 settembre, gioca titolare nel 3-0 casalingo contro la Ternana. Realizza la prima marcatura il 21 novembre, segnando il 2-1 definitivo al 73' nella gara di Serie B in casa contro il Modena. Il Trapani, arrivato terzo, arriverà poi in finale play-off, persa contro il Pescara. Chiude con 32 gare giocate e 4 gol, più un'altra presenza in Coppa Italia all'inizio della stagione successiva.

#### Juve Stabia e Ternana
Ad agosto 2016 torna in Lega Pro, alla Juve Stabia. Esordisce l'11 settembre, alla terza di campionato, entrando al 78' del successo per 1-0 sul campo del Monopoli. Segna il primo e unico gol il 16 ottobre, nel 4-1 in casa contro il Foggia in Lega Pro, realizzando la rete che fissa il risultato al 92'. Chiude con sole 6 presenze e 1 rete, arrivando 4º. La squadra di Castellammare arriverà poi alla seconda fase play-off dove verrà eliminata dalla Reggiana.
Dopo una stagione ritorna in Serie B, alla Ternana. Debutta il 6 agosto contro una sua ex squadra, il Trapani, nel 2º turno di Coppa Italia, entrando all' 87' della gara interna persa per 1-0. Gioca la prima in campionato il 16 agosto, alla prima giornata, entrando al 76' dell'1-1 casalingo contro l'Empoli. Segna il primo gol il 16 settembre, realizzando il momentaneo 1-1 al 29' nella sconfitta per 3-1 in trasferta contro la Virtus Entella. Il 21 dicembre segna per la prima volta in carriera quattro goal nella stessa partita, nella sfida casalinga di campionato contro la Pro Vercelli, vinta dai rossoverdi per 4-3.

#### Cremonese e Venezia
Il 12 luglio 2018 passa a titolo definitivo alla Cremonese insieme al compagno di squadra Mirko Carretta. Debutta con i grigiorossi il 5 agosto nella partita di Coppa Italia col Pisa, persa ai calci di rigore. Proprio durante il debutto in campionato con il Pescara, è costretto ad uscire per un infortunio, in cui riporta la frattura del malleolo. Al suo rientro, riesce a segnare la sua prima rete in campionato, il 22 aprile 2019, nella partita in trasferta contro il Cittadella, vinta per 3-1 dai grigiorossi. Il 28 agosto 2019 viene ceduto in prestito al Venezia. Il 5 ottobre segna il primo gol con i lagunari, trasformando il rigore del pareggio in casa del Cosenza.

#### Bari e Reggina
Il 5 ottobre 2020 passa a titolo definitivo al Bari. Segna il suo primo goal col Bari contro il Catania.
Dopo aver collezionato 12 presenze e 4 gol con la maglia biancorossa, il 26 gennaio 2021 passa a titolo definitivo alla Reggina. Alla sua seconda apparizione in maglia amaranto segna in campionato nella vittoria per 0-2 in casa del Pescara.

#### Prestito alla Reggiana, Casertana e Catania
Il 1º settembre 2022, Montalto passa in prestito alla Reggiana. Sigla la sua prima rete il 24 dello stesso mese, nella vittoria per 2-0 contro il San Donato Tavernelle. Lungo la stagione 2022-2023, contribuisce alla vittoria del girone B e alla conseguente promozione in Serie B della squadra granata, che fa scattare dunque l’obbligo di riscatto da parte della Reggiana.
L'8 settembre 2023 viene ceduto a titolo definitivo alla Casertana. Conclude la sua esperienza campana con 30 presenze (di cui 3 nei play-off) e 12 reti.
Il 29 agosto 2024, dopo una sola stagione, lascia la Casertana e firma un contratto di due stagioni con il Catania.

## Statistiche

### Presenze e reti nei club
Statistiche aggiornate al 13 maggio 2025.
| Stagione              | Squadra               | Campionato            | Campionato | Campionato | Coppe nazionali | Coppe nazionali | Coppe nazionali | Coppe continentali | Coppe continentali | Coppe continentali | Altre coppe | Altre coppe | Altre coppe | Totale | Totale | Totale |
| Stagione              | Squadra               | Comp                  | Pres       | Reti       | Comp            | Pres            | Reti            | Comp               | Pres               | Reti               | Comp        | Pres        | Reti        | Pres   | Reti   |        |
| --------------------- | --------------------- | --------------------- | ---------- | ---------- | --------------- | --------------- | --------------- | ------------------ | ------------------ | ------------------ | ----------- | ----------- | ----------- | ------ | ------ | ------ |
| 2007-2008             | Scafatese             | C2                    | 19         | 1          | CI-C            | 1               | 1               | -                  | -                  | -                  | -           | -           | -           | 20     | 2      |        |
| 2008-2009             | Lecco                 | 1D                    | 26+2       | 4+0        | CI-LP           | 0               | 0               | -                  | -                  | -                  | -           | -           | -           | 28     | 4      |        |
| gen.-giu. 2010        | Salernitana           | B                     | 0          | 0          | CI              | 0               | 0               | -                  | -                  | -                  | -           | -           | -           | 0      | 0      |        |
| 2010-2011             | Salernitana           | 1D                    | 12+1       | 3+0        | CI+CI-LP        | 0+0             | 0               | -                  | -                  | -                  | -           | -           | -           | 13     | 3      |        |
| Totale Salernitana    | Totale Salernitana    | Totale Salernitana    | 13         | 3          |                 | 0               | 0               |                    | -                  | -                  |             | -           | -           | 13     | 3      |        |
| 2011-gen. 2012        | Siracusa              | 1D                    | 15         | 5          | CI+CI-LP        | 2+0             | 0               | -                  | -                  | -                  | -           | -           | -           | 17     | 5      |        |
| gen.-giu. 2012        | Ascoli                | B                     | 2          | 0          | CI              | 0               | 0               | -                  | -                  | -                  | -           | -           | -           | 2      | 0      |        |
| 2012-gen. 2013        | Latina                | 1D                    | 3          | 0          | CI-LP           | 2               | 0               | -                  | -                  | -                  | -           | -           | -           | 5      | 0      |        |
| gen.-giu. 2013        | Ascoli                | B                     | 5          | 1          | CI              | 0               | 0               | -                  | -                  | -                  | -           | -           | -           | 5      | 1      |        |
| Totale Ascoli         | Totale Ascoli         | Totale Ascoli         | 7          | 1          |                 | 0               | 0               |                    | -                  | -                  |             | -           | -           | 7      | 1      |        |
| 2013-gen. 2014        | Grosseto              | 1D                    | 13         | 1          | CI-LP           | 3               | 2               | -                  | -                  | -                  | -           | -           | -           | 16     | 3      |        |
| gen.-giu. 2014        | Martina               | 2D                    | 12         | 4          | CI-LP           | 0               | 0               | -                  | -                  | -                  | -           | -           | -           | 12     | 4      |        |
| 2014-2015             | Martina               | LP                    | 25         | 10         | CI-LP           | 2               | 0               | -                  | -                  | -                  | -           | -           | -           | 27     | 10     |        |
| Totale Martina Franca | Totale Martina Franca | Totale Martina Franca | 37         | 14         |                 | 2               | 0               |                    | -                  | -                  |             | -           | -           | 39     | 14     |        |
| 2015-2016             | Trapani               | B                     | 29+1       | 3+0        | CI              | 2               | 1               | -                  | -                  | -                  | -           | -           | -           | 32     | 4      |        |
| ago. 2016             | Trapani               | B                     | 0          | 0          | CI              | 1               | 0               | -                  | -                  | -                  | -           | -           | -           | 1      | 0      |        |
| Totale Trapani        | Totale Trapani        | Totale Trapani        | 30         | 3          |                 | 3               | 1               |                    | -                  | -                  |             | -           | -           | 33     | 4      |        |
| ago. 2016-2017        | Juve Stabia           | LP                    | 5          | 1          | CI-LP           | 1               | 0               | -                  | -                  | -                  | -           | -           | -           | 6      | 1      |        |
| 2017-2018             | Ternana               | B                     | 34         | 20         | CI              | 1               | 0               | -                  | -                  | -                  | -           | -           | -           | 35     | 20     |        |
| 2018-2019             | Cremonese             | B                     | 11         | 2          | CI              | 1               | 1               | -                  | -                  | -                  | -           | -           | -           | 12     | 3      |        |
| ago. 2019             | Cremonese             | B                     | 0          | 0          | CI              | 2               | 0               | -                  | -                  | -                  | -           | -           | -           | 2      | 0      |        |
| Totale Cremonese      | Totale Cremonese      | Totale Cremonese      | 11         | 2          |                 | 3               | 1               |                    | -                  | -                  |             | -           | -           | 14     | 3      |        |
| ago. 2019-2020        | Venezia               | B                     | 19         | 3          | CI              | 0               | 0               | -                  | -                  | -                  | -           | -           | -           | 19     | 3      |        |
| 2020-gen. 2021        | Bari                  | C                     | 12         | 4          | CI              | -               | -               | -                  | -                  | -                  | -           | -           | -           | 12     | 4      |        |
| gen.-giu. 2021        | Reggina               | B                     | 16         | 6          | CI              | -               | -               | -                  | -                  | -                  | -           | -           | -           | 16     | 6      |        |
| 2021-2022             | Reggina               | B                     | 31         | 5          | CI              | 1               | 0               | -                  | -                  | -                  | -           | -           | -           | 32     | 5      |        |
| Totale Reggina        | Totale Reggina        | Totale Reggina        | 47         | 11         |                 | 1               | 0               |                    | -                  | -                  |             | -           | -           | 48     | 11     |        |
| 2022-2023             | Reggiana              | C                     | 22         | 9          | CI-C            | 0               | 0               | -                  | -                  | -                  | SC-C        | 1           | 0           | 23     | 9      |        |
| 2023-2024             | Casertana             | C                     | 27+3       | 12         | CI-C            | 0               | 0               | -                  | -                  | -                  | -           | -           | -           | 30     | 12     |        |
| 2024-2025             | Catania               | C                     | 17+4       | 2+1        | CI-C            | 1               | 0               | -                  | -                  | -                  | -           | -           | -           | 22     | 3      |        |
| Totale carriera       | Totale carriera       | Totale carriera       | 366        | 97         |                 | 20              | 5               |                    | -                  | -                  |             | 1           | 0           | 387    | 102    |        |

## Palmarès

### Club

#### Competizioni nazionali
- Serie C: 1

Reggiana: 2022-2023 (girone B)